# عبد المنعم عبد المبدئ
الشيخ أحد الدعاة إلى الله، يلقي الخطب والمحاضرات والدروس منذ سنة 1976 في مصر.
بكالوريوس في العلوم التجارية والإدارية، شعبة محاسبة - جامعة قناة السويس - مصر.
تم حفظ كتاب الله سنة 1981.
إمام وخطيب مسجد سلمان الفارسي في دبي -الإمارات العربية المتحدة منذ يناير 1990 .
حصل على بكالوريوس في الشريعة الإسلامية من جامعة الإمام محمد بن سعود الإسلامية بتقدير ممتاز في سنة 1995.
وحاليا ً يدرس تمهيدي الماجستير في الجامعة الأمريكية المفتوحة للعلوم الشرعية.

## وصلات خارجية
- صفحته على موقع طريق الإسلام
- ترجمة الشيخ عبد المنعم عبد المبدئ